# Trong Hieu

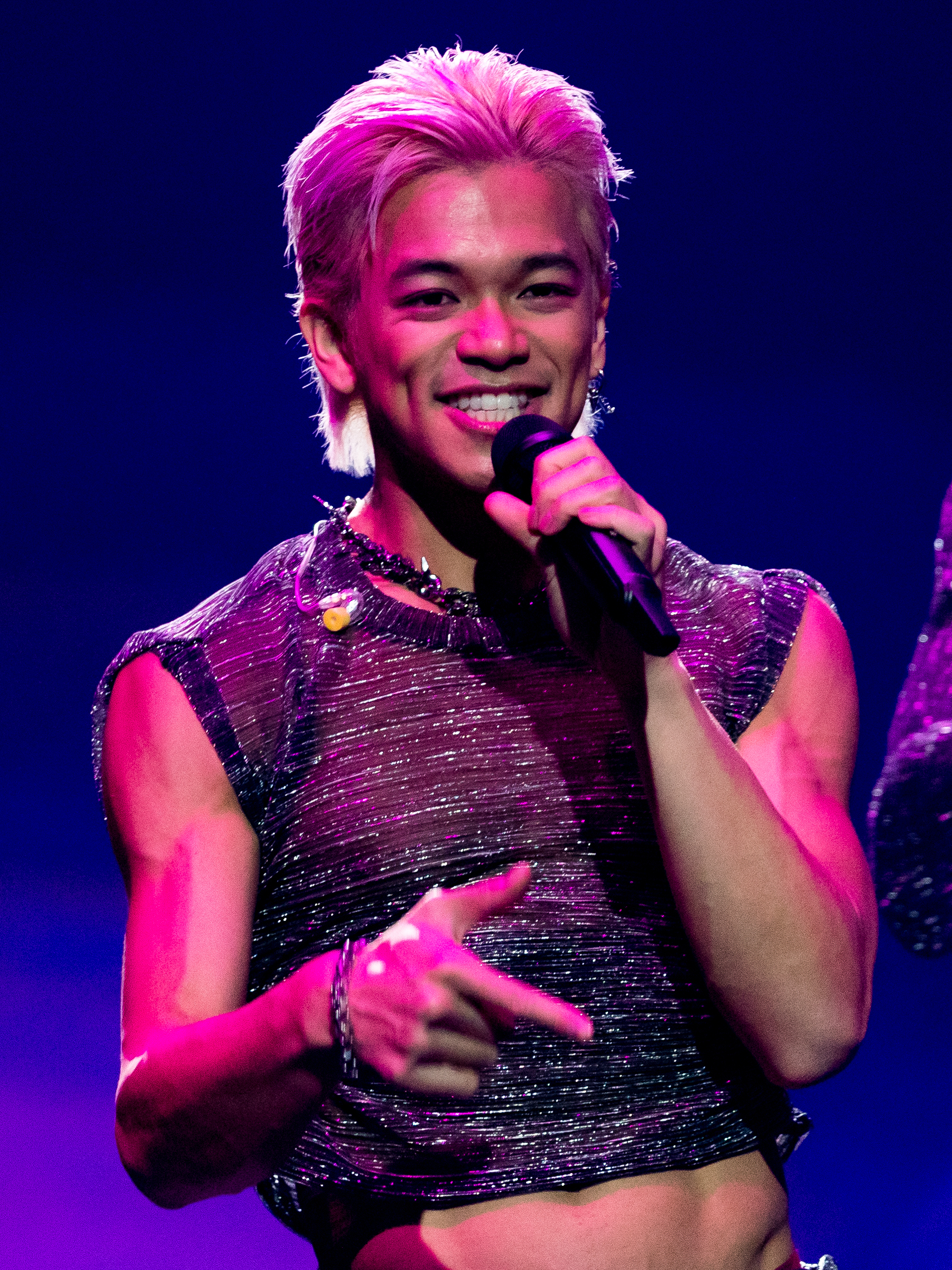
Trong Hieu, 2023

Trong Hieu Nguyen, eigentlich Nguyễn Trọng Hiếu, (* 4. Juli 1992 in Bad Kissingen) ist ein deutscher Sänger und Tänzer, der 2015 als Sieger der sechsten Staffel der Castingshow Vietnam Idol bekannt wurde.

## Leben
Nguyens Eltern kamen 1991 mit seiner Schwester aus Vietnam nach Deutschland; ein Jahr später wurde er in Bad Kissingen geboren. Die Familie lebte bis 1999 in einer Flüchtlingsunterkunft in Münnerstadt und zog nach Erhalt einer Arbeitserlaubnis nach Bad Kissingen, wo die Eltern einen asiatischen Imbiss betrieben. Anfang der 2000er-Jahre konnte mit Hilfe einer Unterschriftenliste Bad Kissinger Bürger eine Abschiebung verhindert werden, 2007 gab es die unbefristete Aufenthaltserlaubnis für die Familie. 2011 machte Nguyen sein Abitur am Jack-Steinberger-Gymnasium Bad Kissingen. Danach ließ er sich am Music College in Hannover zum Sänger ausbilden. Während seiner Ausbildung unterrichtete er Klavier und Gesang an den Integrativen Musikschulen Hannover.
Schon als Grundschüler gewann er zahlreiche Tanzwettbewerbe und wurde 2011 Deutscher Vizemeister und 2012 Deutscher und Europameister bei Dance4Fans. 2008 bewarb er sich bei der fünften Staffel von Deutschland sucht den Superstar und kam unter die Top 25.
Während einer Urlaubsreise nach Vietnam im April 2015 erfuhr er vom Casting für die sechste Staffel von Vietnam Idol. Er bewarb sich, wurde angenommen und bis ins Finale im August gewählt. Er bekam während der Show den Spitznamen German Hot Boy. Mit 71,5 % der Anrufer konnte er sich schließlich gegen die letzte Konkurrentin Bích Ngọc durchsetzen. Sein vietnamesisches Siegerlied Con đường tôi ist im Herbst 2015 in einer deutschen Version (Wie ich bin) erschienen.
Nach fünf gescheiterten Bewerbungen für die deutsche Vorentscheidung zum Eurovision Song Contest konnte er sich 2023 für Unser Lied für Liverpool qualifizieren. Sein Lied Dare to Be Different wurde von ihm, Elsie Bay, Sasha Rangas und Stefan van Leijsen geschrieben und handelt davon, zu sich selbst zu stehen. Er erreichte damit bei der Vorentscheidung im März 2023 den vierten Platz. Nguyen lebt abwechselnd in Vietnam und Berlin.